# مايلز مورين
مايلز مورين هو سياسي كندي، ولد في 16 فبراير 1954. حزبياً، نشط في حزب ساسكاتشوان المحافظ التقدمي. وقد انتخب عضو المجلس التشريعي من ساسكاتشوان.